# 中方县
中方县是位于中华人民共和国湖南省西部的一个县级行政区，由怀化市管辖，位于该市中部偏东，1997年11月29日成立。辖域总面积为1,467平方公里，国内生产总值137,457万元（2004年），县治中方镇。

## 地理
西临芷江侗族自治县，南界洪江市（含洪江管理区），东与溆浦县接壤相连，北与怀化市辖区鹤城区、辰溪县直接相连。

## 人口
根據第七次人口普查數據，截至2020年11月1日零時，中方縣常住人口為233378人。 

## 历史
1997年11月29日（国务院国函[1997]105号）撤销怀化地区和县级怀化市，新置中方县，中方辖原县级怀化市的泸阳、花桥、中方、牌楼、铜湾5个镇和炉亭坳、桐木、下坪、聂家村、龙场、铜鼎、丁家、新路河、袁家、新建、蒋家、石宝、接龙、铁坡、活水、锦溪16个乡及黄吉坪瑶族乡。县人民政府驻中方镇。

## 行政区划
中方县下辖11个镇、1个民族乡：
中方镇、泸阳镇、花桥镇、铜湾镇、桐木镇、铁坡镇、新建镇、接龙镇、铜鼎镇、新路河镇、袁家镇和蒿吉坪瑶族乡。

## 政治

### 现任领导
| 机构     | 中方县人民政府 县长 | · 中国共产党 · 中方县委员会 · 书记 | 中方县人民代表大会 常务委员会 主任 | · 中国人民政治协商会议 · 中方县委员会 · 主席 |
| -------- | ------------------- | ---------------------------------- | ---------------------------------- | -------------------------------------------- |
| 姓名     | 胡杰                | 张家铣                             | 张必忠                             | 向付和                                       |
| 民族     | 汉族                | 土家族                             | 汉族                               | 土家族                                       |
| 出生地   | 湖南省常德市        | 湖南省慈利县                       | 湖南省辰溪县                       | 湖南省辰溪县                                 |
| 出生日期 | 1982年11月（42歲）  | 1974年3月（50—51歲）               | 1968年7月（56歲）                  | 1968年12月（56歲）                           |
| 就任日期 | 2021年5月           | 2021年5月                          | 2022年12月                         | 2022年12月                                   |

## 交通
沪昆、焦柳铁路交汇于此，正在修建渝怀铁路； 209国道、 320国道在境内贯通。 沪昆高速和 包茂高速呈“十字形”在县城规划区交汇。县城距芷江机场仅30公里。

## 旅游
主要旅游资源有伏波宫、忠孝坊、竹站码头崖刻等古遗迹，有康龙里森林自然保护区。